# Wrigley

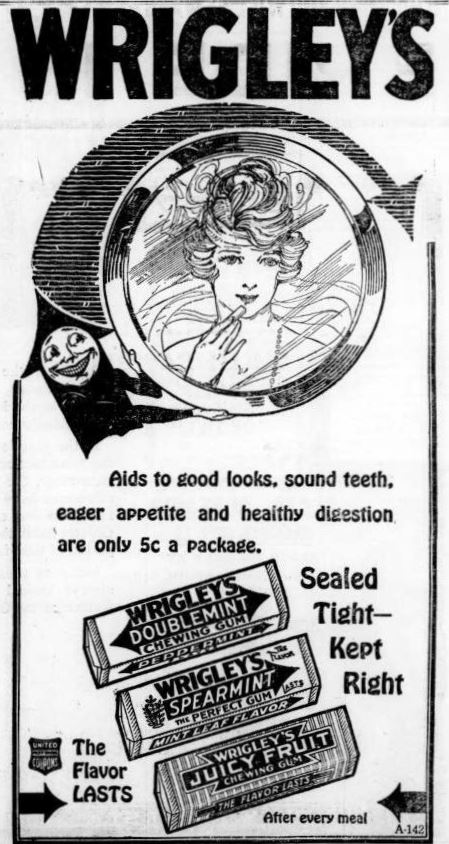
Anúncio de três tipos de goma de mascar Wrigley no jornal, em 1920

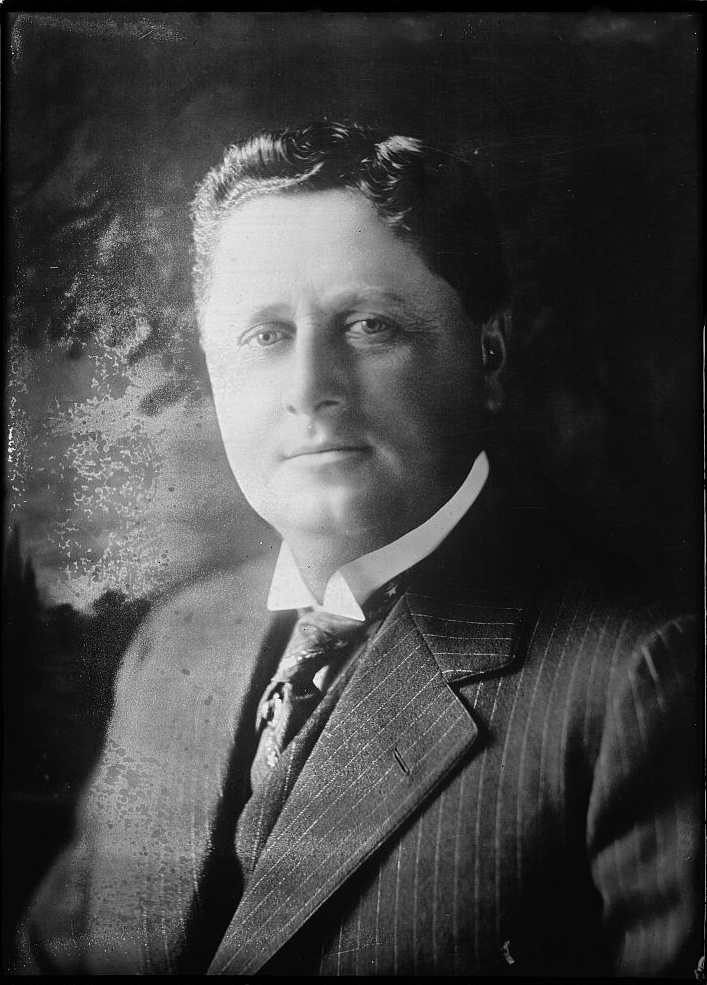
William Wrigley Jr. fundador da Wrigley

William Wrigley Jr. Company é uma multinacional americana fundada em 1891, voltada principalmente para a produção de goma de mascar. Sua sede está localizada em Chicago, Illinois.
A empresa, que foi fundada por William Wrigley Jr., é a maior fabricante de gomas de mascar do mundo, fornecendo quase metade de todas as gomas de mascar vendidas nos Estados Unidos.